# يان أندرسون (لاعب كرة قدم أسترالية)
يان أندرسون (بالإنجليزية: Ian Anderson)‏ هو لاعب كرة قدم أسترالية أسترالي، ولد في 14 أكتوبر 1948 في هورشام في أستراليا.

## وصلات خارجية
- يان أندرسون على موقع AustralianFootball.com (الإنجليزية)
- يان أندرسون على موقع AFLtables.com (الإنجليزية)